# SoftBank 812SH
SoftBank 812SH（ソフトバンク はちいちにーえすえいち）はシャープが開発しソフトバンクモバイルが販売していたW-CDMA通信方式の携帯電話端末である。
ここではマイナーチェンジ版であるGENT SoftBank 812SHs(じぇんと ソフトバンク はちいちにーえすえいちえす)、GENT SoftBank 812SHsII（じぇんと ソフトバンク はちいちにーえすえいちえすつー)についても説明する。

## 沿革
- 2007年‐2月10日　812SH発売（2008年11月までの22ヶ月間カタログに掲載された）
- 2007年‐7月21日　812SHs発売
- 2007年‐12月20日　812SHs II発売
- 2007年度アジアデザイン大賞（コミュニケーション・デザインカテゴリー／トータル・ブランド・ソリューション部門）受賞[1]
- 2008年‐10月　後継機種として830SH発売
- 2013年‐8月31日　812SHsのソフトバンク修理受付終了
- 2014年‐6月30日　812SH及び812SHs IIのソフトバンク修理受付終了

## 主な機能・サービス
- ミュージックプレイヤー
- Bluetooth
- マイ絵文字
- フィーリングメール
- カスタムスクリーン
- バイリンガル
- QRコード読み取り・作成
- 赤外線通信（IrDA）
- ドキュメントビューア
- シンプルモード
- 顔認証機能

| 主な対応サービス   | 主な対応サービス | 主な対応サービス | 主な対応サービス |
| ------------------ | ---------------- | ---------------- | ---------------- |
| サークルトーク     | ホットステータス | Yahoo!mocoa      | S!ループ         |
| S!タウン           | ライブモニター   | S!CAST           | S!FeliCa         |
| S!ケータイ動画     | PCサイトブラウザ | 電子コミック     | S!アプリ         |
| 着うたフル／着うた | アレンジメール   | S!アドレスブック | 3Gお天気アイコン |
| レコメール         | TVコール         | 国際ローミング   | S!GPSナビ        |
| デルモジ表示       | ワンセグ         | 3G ハイスピード  | おなじみ操作     |

## 特徴
810SH及び811SHとの機能面での進化はサークルトークとホットステータスが利用可能になったことである。またおなじみ操作が利用でき、有機ELのサブディスプレイでメールを即座に確認できるようになった。その反面、VGA液晶ではなくQVGA液晶に格下げしてあり、「多色展開モデルのためのコストダウンではないか？」という意見もあった。しかし、実際は705SHの後継として開発されたため、撮影ライトも省略されている。
812SHをもとに、でか文字&簡単操作に対応させて、熟年層をターゲットにしたのが、GENT 812SHsである（機能は同じ）。
812SHのカメラ非搭載モデルが、813SHである。
電池パックは、リチウムイオン電池SHBAY1（製造元　シャープ株式会社　販売元　ソフトバンクモバイル株式会社）である。

## カラーバリエーション
812SHはパントンとの提携により、業界初の20+1色展開（後に新たに4色とマイナーチェンジ版4色が追加され、24+1+4色展開）となった。

## 「812SH Premium」について
「812SH Premium」というモデルは 812SH のアップグレードバージョンである。「名刺読込」などの幾つかの機能が付加されている。

## ホークスケータイ
812SHにカスタムスクリーンだけでは実現できない福岡ソフトバンクホークスのコンテンツを搭載したのがホークスケータイである。表面上はロゴを除いて812SHのホワイトと同じ。
九州地方及びオンラインショップにて限定発売。

## 不具合
- 2015年10月9日 - 2016年1月1日以降、日時を正しく表示が出来なくなる不具合。（812SH,812SHs,812SHsII,3機種とも該当）